# Trattato di Berlino (1889)
Il trattato di Berlino fu un accordo internazionale sottoscritto il 14 giugno del 1889, riguardante l'assetto politico delle isole Samoa.

## Storia
Il trattato è stato il documento conclusivo della conferenza di Berlino nel 1889, sulle Samoa. La conferenza è stata proposta dal ministro degli esteri tedesco Herbert von Bismarck (figlio del cancelliere Otto von Bismarck) il quale voleva riconvocare la conferenza di Washington, interrotta a Samoa del 1887. Herbert von Bismarck ha invitato le delegazioni degli Stati Uniti d'America e l'Impero britannico a Berlino, nell'aprile 1889.
Il trattato è stato progettato per garantire la salvaguardia dei diritti delle tre potenze, come fissato nei trattati separati con il regime Samoa nel 1878 e 1879. Inoltre, è stata assicurata l'indipendenza e la neutralità del governo samoano, la finanza pubblica è stata riorganizzata e il re samoano eletto nel 1881 è stato restaurato. Nel tentativo di rafforzare il sistema giudiziario è stata creata una posizione di capo della giustizia americano/europeo, e il comune di Apia è stato ristabilito, presieduto da un presidente del Consiglio.
Il trattato è stato firmato a Berlino, dai tre poteri, 14 giugno 1889; è poi stato ratificato il 12 aprile 1890 e definitivamente approvato dal governo samoano il 19 aprile dello stesso anno.

## Fonti
- Gilson, Richard Phillip, Samoa 1830 to 1900, The Politics of a Multi-Cultural Community'. Melbourne: Oxford University Press. 1970.
- Ryden, George Herbert, The Foreign Policy of the United States in Relation to Samoa.  New York: Octagon Press. 1975.